# Mugawade, Khanapur
Mugawade là một làng thuộc tehsil Khanapur, huyện Belgaum, bang Karnataka, Ấn Độ.